# Silicon Hill
Silicon Hill je s přibližně 4200 členy největší klub Studentské unie ČVUT (občanské sdružení). Klub sídlí na Kolejích Strahov na kopci Petřín, kde provozuje studentskou počítačovou síť, která je nejspíš největší studenty spravovanou sítí na světě. Dále zastřešuje studentské aktivity a mimo jiné plní funkci studentské samosprávy. Klub je dobrovolnickou organizací a členové, kteří se v její struktuře aktivně podílejí, tak činí bez nároku na jakoukoliv odměnu. Důležitými orgány klubu jsou předseda, představenstvo, dozorčí rada a tým manažerů.

## Financování
Hlavním příjmem klubu jsou členské příspěvky, které jsou vybírány pololetně. Druhotným příjmem jsou dary. Členské příspěvky vybírá přímo klub Silicon Hill, který dle platných stanov a interních předpisů odevzdá 10% mateřské organizaci SU ČVUT. Přehled hospodaření klubu je dostupný všem členům po přihlášení prostřednictvím webové aplikace finance.sh. Největším výdajem jsou investice do sítě a serverů klubu, následují nájmy místností, provoz fitcentra a financování projektů klubu. Klub má jediného zaměstnance - sekretářku pracující v kanceláři klubu.

## Síť klubu Silicon Hill
Jádrem sítě je Cisco 6509E a dva kusy Cisco Nexus 5596UP. V současné době (Březen 2014) jsou již přibližně dvě třetiny členů připojená do nové 10G páteřní sítě prostřednictvím 10/100/1000M switchů Cisco 2960S-48TD-L/C2960X-48TD-L , zbytek členů je ještě připojen na stávající 10/100M switche Cisco 2950/2960, které jsou k páteřní síti připojeny 1G spoji.
Během přednášky o strahovské síti na Installfestu 2013 byly uvedeny tyto údaje:
- 4256 členů
- 4902 switchportů pro uživatele
- 35 Wi-Fi Access Pointů

Klub spravuje domény sh.cvut.cz a siliconhill.cz, případně další tematicky zaměřené. Také jsou mu do správy svěřeny IP rozsahy: 147.32.112.0/20, 147.32.30.0/23 a 2001:718:2::/56.
Zajímavostí je, že pro správu sítě využívá klub vlastní proprietární Informační systém, který udržuje evidenci členů, síťových zařízení, konfiguruje síťové prvky a zajišťuje základní služby jako DNS, DHCP, LDAP, RADIUS, SMTP.
Síť je rozprostřena mezi 10 bloků strahovských kolejí s centrální serverovnou na bloku 8. O provoz sítě se starají dobrovolníci na několika úrovních - netadmins (jádro sítě), blokoví admini (blokové prvky) a registrátoři (uživatelské problémy).

## Vybrané projekty
Klub Silicon Hill poskytuje svým členům zázemí pro činnost všeho druhu a podporuje i nejrůznější vzdělávací aktivity tzv. akademie. Každý člen může před představenstvem prezentovat svůj nápad a případně získat finance pro realizaci projektu z prostředků klubu. Zde jsou vybrané aktivní projekty. Pro kompletní seznam viz odkazy.

### Audiovizuální Centrum
Projekt Audiovizuálního centra Silicon Hill je primárně zaměřen na vytvoření a provozování nahrávacího studia a zvučení živých akcí a tvorbu videí a živých přenosů. Projekt je vybaven studiovou technikou i technikou pro živé akce, dále také světelnou a 4K video technikou.

### Fitcentrum
Kromě malých posiloven na každém bloku klub provozuje i plně vybavené fitcentrum a spolupracuje s trenérskou školou Petra Stacha.

### MacGyver - bastlíři SH
Projekt MacGyer provozuje místnost zvanou „bastlírna“ a je Strahovským Hackerspace, což je elektrotechnická dílna dostupná všem členům klubu. Nedávno byl projekt rozšířen o vybavené mechanické dílny. Více informací je dostupných na stránkách projektu .

### Středisko Un*xových Technologií (SUT SH)
Cílem projektu je seznamovat lidi se svobodnými operačními systémy a programy. Jde zejména o GNU/Linux a vše kolem něj.
SUT pravidelně organizuje cyklus odborných seminářů zaměřených na IT a konferenci InstallFest (dále CryptoFest a RetroFest). Web projektu  Archivováno 4. 3. 2021 na Wayback Machine..

### SHOW (Silicon Hill Open Wednesday)
Nekomerční hudební festival pro mladé začínající kapely, především ze Strahova a jiných kolejí. Více informací je na webu projektu .
Na rozdíl od Strahov Open Air, který organizuje SU ČVUT, je SHOW plně v režii Silicon Hillu.

### Cisco Networking Academy (CNA) SU ČVUT
Klub dlouhou dobu provozoval vlastní CNA akademii, která se ale během konce roku 2012 sloučila s akademií v Dejvicích a vznikla akademie SU ČVUT s více učebnami  Archivováno 24. 6. 2013 na Wayback Machine.. Strahovská učebna se nachází v suterénu bloku 7. Přidanou hodnotou této akademie je možnost vyzkoušet si nabyté znalosti v produkční síti - v síti klubu a získat tak zkušenosti z praxe.

### SHerna
V současné době je projekt rozprostřen mezi dvě místnosti. Jedna se nachází na bloku 4 - 3. mezipatro a druhá na bloku 6 - 3. mezipatro. Místnosti projektu mohou využívat členové klubu Silicon Hill pod podmínkou aktivního síťového členství. Využití místnosti je přes hraní na konzolích PlayStation 4 Pro s virtuální realitou, Xbox 360, PlayStation2, přes sledování filmů, až po společenské akce. SHerna má nově vybudovaný rezervační systém, kde si členové klubu SH sami tvoří rezervaci dle jejich volného času.

## Historie klubu
1990 - po schválení zákona o sdružování občanů vzniká Studentská samospráva Strahova.
1993 - počátky počítačové sítě. Studenti na bloku 8 propojili své počítače. Následně vznikaly uzavřené sítě na dalších blocích.
1995 - některé bloky byly připojeny do akademické sítě ČVUT.
1996 - prudký nárůst členů (počítačů v síti). Vznik páteřní optické sítě v areálu.
1998 - založena Studentská unie ČVUT a následně klub Silicon Hill - první klub Studentské Unie.
1999 - propojen celý areál (kromě bloku 12). 1. ročník InstallFestu.
2002 - rekonstrukce počítačové sítě - přechod na strukturovanou kabeláž.
2005 - sloučení studentské samosprávy s klubem Silicon Hill. Vznik Fitcentra.
2007 - klub získal do podnájmu školící centrum - rekonstrukcí bývalé prádelny vznikl přednáškový sál a tři počítačové učebny.